# Мавританія на літніх Олімпійських іграх 2016
Мавританія на літніх Олімпійських іграх 2016 була представлена 2 спортсменами в одному виді спорту. Жодної медалі олімпійці Мавританії не завоювали.

## Спортсмени
| Дисципліна     | Чоловіки | Жінки | Разом |
| -------------- | -------- | ----- | ----- |
| Легка атлетика | 1        | 1     | 2     |
| Разом          | 1        | 1     | 2     |

## Легка атлетика
Легенда
- Note – для трекових дисциплін місце вказане лише для забігу, в якому взяв участь спортсмен
- Q = пройшов у наступне коло напряму
- q = пройшов у наступне коло за добором (для трекових дисциплін - найшвидші часи серед тих, хто не пройшов напряму; для технічних дисциплін - увійшов до визначеної кількості фіналістів за місцем якщо напряму пройшло менше спортсменів, ніж визначена кількість)
- NR = Національний рекорд
- N/A = Коло відсутнє у цій дисципліні
- Bye = спортсменові не потрібно змагатися у цьому колі
- NM = жодної успішної спроби

Трекові і шосейні дисципліни
| Спортсмен        | Дисципліна                   | Попередній забіг | Попередній забіг | Чвертьфінал     | Чвертьфінал     | Півфінал         | Півфінал         | Фінал            | Фінал            |
| Спортсмен        | Дисципліна                   | Результат        | Місце            | Результат       | Місце           | Результат        | Місце            | Результат        | Місце            |
| ---------------- | ---------------------------- | ---------------- | ---------------- | --------------- | --------------- | ---------------- | ---------------- | ---------------- | ---------------- |
| Джіду Ель Моктар | біг на 100 метрів (чоловіки) | 11.44            | 7                | Завершив виступ | Завершив виступ | Завершив виступ  | Завершив виступ  | Завершив виступ  | Завершив виступ  |
| Хулеє Ба         | біг на 800 метрів (жінки)    | 2:43.52          | 8                | Н/Д             | Н/Д             | Завершила виступ | Завершила виступ | Завершила виступ | Завершила виступ |